# 科萊利亞鄉
44°45′40″N 27°00′24″E / 44.76111°N 27.00667°E
科萊利亞鄉（羅馬尼亞語：Colelia, Ialomița），是羅馬尼亞的鄉份，位於該國南部，由雅洛米察縣負責管轄，面積35平方公里，海拔高度57米，2009年人口1,414，人口密度每平方公里41人。